# Karin Alexandersson
Karin Alexandersson (22 de noviembre de 1878 - 21 de noviembre de 1948) fue una actriz y profesora de locución de nacionalidad sueca.

## Biografía
Su nombre completo era Karin Sofia Alexandersson, y nació en Estocolmo, Suecia, siendo hermana del compositor Helmer Alexandersson. Ella se formó en la escuela del Teatro Dramaten en los años 1904–1907. Regresó a su escuela en 1927 para impartir clases de locución, trabajan do allí hasta su muerte. Se esforzó en el uso de un correcto lenguaje sueco, influyendo en artistas como Sif Ruud.
Alexandersson debutó en el cine en 1912 con la película de Anna Hofman-Uddgren Fröken Julie, trabajando posteriormente en un total de más de 20 producciones. Actuó en el cine mudo entre 1912 y 1923, en películas sonoras entre 1939 y 1946, y fue actriz teatral desde 1907 a 1934.
Karin Alexandersson falleció en Estocolmo en 1948. fue enterrada en el Cementerio Norra begravningsplatsen.

## Filmografía
- 1912 : Fadren
- 1912 : Fröken Julie
- 1912 : Trädgårdsmästaren
- 1914 : För sin kärleks skull
- 1914 : Prästen
- 1914 : Födelsedagspresenten
- 1917 : Löjtnant Galenpanna
- 1923 : Hårda viljor
- 1939 : Filmen om Emelie Högqvist
- 1940 : Ett brott
- 1940 : En, men ett lejon!

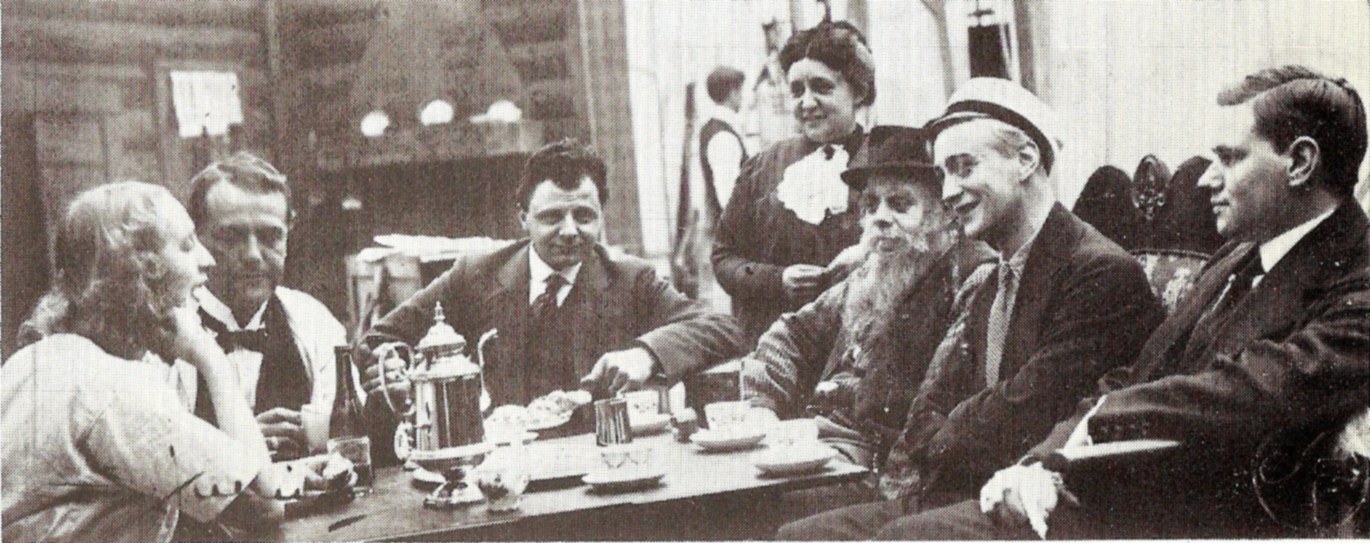
De izq. a der.: Lili Bech, Victor Sjöström, John Ekman, Karin Alexandersson, Gunnar Bohman, Gösta Ekman y un desconocido

- 1941 : Landstormens lilla argbigga
- 1941 : Den ljusnande framtid
- 1941 : Jacobs stege
- 1943 : Det brinner en eld
- 1944 : Hans officiella fästmö
- 1944 : Klockan på Rönneberga
- 1944 : Jag är eld och luft
- 1945 : Blod och eld
- 1946 : Möte i natten

## Teatro
Entre 1907 y 1934, Karin Alexandersson actuó para diversos teatros. 
- 1907–1910 : Strindbergs Intima Teater de Estocolmo. En este teatro destacó su actuación en la obra de August Strindberg El padre, en 1908, encarnando a Laura. Actuó acompañada de August Falck y Anna Flygare-Stenhammar.[5][6]
- 1916–1924 : Lorensbergsteatern de Gotemburgo
- 1924–1925 : Folkan de Estocolmo
- 1927–1934 : Blancheteatern de Estocolmo

### Actuaciones (selección)
- 1911 : Äkta makar, de Peter Egge, dirección de Mauritz Stiller, Strindbergs Intima Teater[7][8]
- 1911 : Bakom Kuopio, de Gustaf von Numers, dirección de Mauritz Stiller, Strindbergs Intima Teater[9]
- 1911 : Mörkrets makt, de León Tolstói, dirección de Mauritz Stiller, Strindbergs Intima Teater[10]
- 1912 : Miss Williams from New York, de Gustav Wied y Jens Petersen, dirección de Mauritz Stiller, Strindbergs Intima Teater[11]
- 1912 : Leka med elden, de August Strindberg, Strindbergs Intima Teater[12]
- 1912 : Zoologi, de Ludwig Thoma, dirección de Mauritz Stiller, Strindbergs Intima Teater[13]
- 1914 : Trötte Teodor, de Max Neal y Max Ferner, dirección de Knut Nyblom, Vasateatern[14]
- 1915 : Nattfrämmande, de Fritz Friedmann-Frederich, Vasateatern[15]
- 1915 : Niobe, de Harry Paulton y Edward Paulton, dirección de Oscar Byström, Vasateatern[16]
- 1916 : Annonsera!, de Roi Cooper Megrue y Walter Hackett, dirección de Knut Nyblom, Vasateatern[17]
- 1925 : Flickorna Gyurkovics, de Ferenc Herczeg, Folkan[18]
- 1927 : Håkansbergsleken, de Einar Holmberg, dirección de Harry Roeck-Hansen, Blancheteatern[19]
- 1927 : Livets gång, de Clemence Dane, dirección de Harry Roeck-Hansen, Blancheteatern[20]
- 1927 : Socorros inackorderingar, de Miguel Ramos Carrión y Vital Aza, dirección de Hjalmar Selander, Blancheteatern[21]
- 1928 : Fanatiker, de Miles Malleson, dirección de Harry Roeck-Hansen, Blancheteatern[22]
- 1928 : Domprosten Bomander, de Mikael Lybeck, dirección de